# Godrej Group
Godrej Group — конгломерат со штаб-квартирой в Мумбаи, Махараштра, Индия. Контролируется семьёй Годредж. Его основали Ардешир Годредж и Пироджша Берджорджи Годредж в 1897 году. Конгломерат ведёт операции в таких сферах, как недвижимость, промышленная инженерия, химическая промышленность, производство товаров народного потребления, бытовой техники, мебели и сельскохозяйственной продукции.

## История
История группы началась в 1897 году, когда братья Годредж основали предприятие по производству замков. В 1918 году они начали производство первого в мире мыла без применения животных жиров. В 1923 году компания начала производство мебели, а в 1958 — также бытовой техники (холодильников). В 1974 году начали производство краски для волос.
В 1988 году была создана дочерняя компания Godrej industries, в 1993 году её акции были размещены на индийских фондовых биржах. В 1990 году была создана дочерняя компания Godrej Properties, занявшаяся строительством жилых комплексов. В следующем году начала работу ещё одна дочерняя компания, Godrej Agrovet, производитель комбикормов и агрохимии. В 1994 году была куплена компания Translektra (индийский производитель электрооборудования). В 2005 году группа открыла сеть продуктовых магазинов Godrej Nature’s Basket. В 2006 году было создано совместное предприятие с Hershey’s по производству продуктов питания и напитков, однако в 2012 году оно было расторгнуто. В 2008 году группа участвовала в запуске спутника Чандраян-1.
В 2016 году был куплен контрольный пакет акций Indian Circus, одной из крупнейших в Индии платформ для торговли онлайн. В 2019 году дочерняя компания Godrej & Boyce построила самый высокий в мире реактор для каталитического риформинга (95 м).

## Компании группы
Godrej Group включает частную промышленную группу Godrej & Boyce и несколько публичных компаний, основной из которых является Godrej Industries:
- Godrej & Boyce Manufacturing Co. Ltd. — промышленная группа, занимается производством бытовой техники, строительством, логистикой, здравоохранением и др.; оборот в 2021 году составлял 114 млрд рупий ($1,54 млрд)[9].
- Godrej Industries Ltd — промышленная группа, занимающаяся производством комбикормов, растительных масел и олеохимикатов, строительством, производством пестицидов, производством молочной продукции; оборот в 2022 году составил 141 млрд рупий ($1,69 млрд)[10].
- Godrej Consumer Products Ltd — основана в 2000 году, производит мыло, шампуни, бытовую химию (моющие средства, инсектициды, освежители воздуха); оборот в 2022 году составил 133 млрд рупий ($1,66 млрд)[11].
- Godrej Properties Ltd — строительство и управление жилыми комплексами в крупнейших городах Индии; оборот в 2022 году — 25,5 млрд рупий ($306 млн)[12].
- Astec Lifesciences Ltd — производство средств защиты урожая (фунгицидов, пестицидов, гербицидов) и активных компонентов для фармацевтической промышленности; 2 завода в Индии, более половины продукции идёт на экспорт, выручка в 2022 году — 6,77 млрд рупий ($81 млн)[13].
- Godrej Agrovet Ltd — производство комбикормов, растительных масел, средств защиты урожая, молочной продукции, птицы и пищевых полуфабрикатов; оборот в 2022 году — 84 млрд рупий ($1,0 млрд)[14].